# Anonidium floribundum
Anonidium floribundum Pellegr. – gatunek rośliny z rodziny flaszowcowatych (Annonaceae Juss.). Występuje naturalnie w Gabonie.

## Morfologia
PokrójZimozielone drzewo. Młode pędy są owłosione.
LiścieMają odwrotnie owalny, eliptyczny lub odwrotnie owalnie podłużny kształt. Mierzą 20–35 cm długości oraz 6–10 szerokości. Nasada liścia jest prawie sercowata. Wierzchołek jest spiczasty. Ogonek liściowy jest owłosiony i dorasta do 3–4 mm długości.
KwiatySą zebrane w wierzchotkach. Rozwijają się na pniach i gałęziach (kaulifloria). Działki kielicha mają trójkątny kształt i dorastają do 20–27 mm długości. Płatki mają lancetowaty kształt. Osiągają do 4–5 cm długości. Są owłosione i skórzaste. Dno kwiatowe ma stożkowaty kształt.